# V774104
V774104 – najodleglejszy ze znanych obiektów transneptunowych, zaobserwowany w odległości ok. 103 jednostek astronomicznych od Słońca, a więc daleko poza pasem Kuipera. Jego odkrycie ogłoszono w listopadzie 2015 podczas dorocznej konferencji planetologów w Waszyngtonie. Średnicę obiektu oszacowano na między 500 a 1000 km, czyli mniej niż połowa średnicy Plutona. Z uwagi na zbyt krótki okres obserwacji obiektu, nie została dokładnie wyznaczona jego orbita. Podejrzewa się, że jest to obiekt odłączony, podobnie jak Sedna. Organizacja Minor Planet Center nie otrzymała wyników badań astrometrycznych obiektu, przez co nie są jeszcze znane jego elementy orbitalne.
W chwili odkrycia (w listopadzie 2015 roku) był najodleglejszym znanym obiektem Układu Słonecznego.